# Gesualdo Piacenti
Gesualdo Piacenti (Trevi nel Lazio, 15 luglio 1954) è un allenatore di calcio ed ex calciatore italiano, di ruolo centrocampista.

## Carriera

### Giocatore
Cresciuto nelle giovanili della Roma, non riesce inizialmente ad emergere in prima squadra. Scende quindi in Serie B con la SPAL e in Serie C col Monza, senza trovare ugualmente spazio, mentre nelle annate successiva si impone come titolare in Serie C con Campobasso e Siracusa.
Nell'estate 1977 rientra alla Roma, con cui esordisce in Serie A l'11 settembre nella vittoria interna sul Torino, disputando complessivamente 14 presenze nella stagione 1977-1978.
A fine stagione viene ceduto in prestito al Pescara, appena retrocesso in B, col quale conquista l'immediato ritorno in massima serie. Nel 1979 torna alla Roma, ma nella sessione autunnale del calciomercato  viene ceduto nuovamente fra i cadetti, alla Sampdoria, dove totalizza 10 presenze.
Nel 1980 scende in Serie C1 dove gioca prima col Parma e successivamente col Latina, prima di abbandonare il calcio ad alto livello.
In carriera ha totalizzato complessivamente 14 presenze in Serie A e 35 presenze in Serie B.

### Allenatore
Da allenatore, ha a lungo guidato le Nazionali giovanili.
Attualmente è il vice di Francesco Rocca alla guida della Nazionale Under-20.
Dall'estate 2011 è osservatore della nazionale Italiana, per le giovanili (Under 15-21).